# Ansonia tiomanica
Az Ansonia tiomanica a kétéltűek (Amphibia) osztályának a békák (Anura) rendjébe és a varangyfélék (Bufonidae) családjába tartozó faj. Élőhelye a trópusi, szubtrópusi esőerdők, folyók, barlangok. A fairtás miatt egyre jobban zsugorodik az élőhelye. Eddig csak egyetlen helyről került elő, a Malajziához tartozó Tioman-szigetről, ott is 300 és 1000 méter között.